# Ghazi Salah
Ghazi F. Salah (* 1965) je bývalý irácký reprezentant v zápase. V roce 1988 v Soulu vybojoval v zápase řecko-římském ve váhové kategorii do 57 kg šesté místo.